# Ben Pollack
Ben Pollack (22. juni 1903 – 7. juni 1971) var en amerikansk orkesterleder og trommeslager.
Han blev født i Chicago, Illinois og dannede sit eget band i 1925. Han havde en utrolig sans for at udpege og ansætte de største musikalske talenter indenfor swing-området, såsom Benny Goodman, Jack Teagarden, Glenn Miller og Harry James.
Ben Pollack flyttede sit band til New York City i 1928 og nåede at spille til flere store shows på Broadway. Krisen i 1929 tog dog hårdt på orkestret, da det var svært at finde job og mange musikere forlod bandet.
Sidenhen fik Pollack etableret sig med et delvist nyt orkester, men nåede aldrig op på den succes han opnåede i slutningen af 1920'erne.
I 1971 begik han selvmord ved at hænge sig selv.